# Amarapura
Amarapura (burmansko အမရပူရ, izgovarjava: [ʔəməɹa̰pùɹa̰]) je nekdanja prestolnica Mjanmarja, zdaj pa okrožje Mandalaja. Na njenem zahodu je reka Iravadi, na severu okrožje Čanmjathazi in na jugu starodavno glavno mesto Ava (Inva). Glavno mesto je bilo v obdobju dinastije Konbaung (1783-1821 in 1842-1859) pred končno ustanovitvijo Mandalaja leta 1859, 11 km severno. Njegovo zgodovinsko ime je Taungmjo (Južno mesto) v razmerju do Mandalaja in je bilo prestolnica Mjanmarja dvakrat. Amarapura je danes del Mandalaja, saj se mesto močno širi. Mestna občina je danes znana po svoji tradicionalni izdelavi svile, tkanja bombaža in ulivanja brona. Je priljubljena turistična točka za dnevne izlete Mandalajčanov.

## Etimologija
Beseda amarapura izvira iz jezika pāli: amarapūra (အမရပုရ)in pomeni "mesto nesmrtnosti"; amara  = nesmrtno; pūra = mesto.

## Zgodovina
Amarapuro je ustanovil kralj Bodopaja iz dinastije Konbaung in jo maja 1783 razglasil za svoje novo glavno mesto.  Postala je središče budističnih reform in učenja. Leta 1800 so bili budistični duhovniki s Šrilanke tukaj posvečeni in ustanovili so amarapuro nikajo (sekta amarapura). 
Bodopajev vnuk, kralj Badžido, je novembra 1821 preselil dvor v Avo. Njegov naslednik, kralj Taravadi, pa je februarja 1842 spet preselil kraljevsko glavno mesto nazaj v Amarapuro. Februarju leta 1857 je kralj Mindon 11 km severno od Amarapure začel graditi Mandalaj za svoje novo glavno mesto. Zaradi druge angleško-burmanske vojne 1852 je bila kraljeva zakladnica osiromašena in Mindon se je odločil, da bo čim več materiala za gradnjo Mandalaja pripeljal iz Amarapure. Palače so bile razstavljene in s sloni preseljene na novo lokacijo, obzidje so podrli in uporabili kot gradbeni material za ceste in železnice.  Del jarka je še vedno prepoznaven v bližini samostana Bagaja. Mesto je uradno prenehalo biti glavno mesto 23. maja 1859, ko je to vlogo prevzel Mandalaj.

## Znamenitosti
- Pahtododži – stupa, ki jo je zgradil kralj Bodopaja leta 1816 zunaj obzidja
- Samostan Bagaja – lesen samostan, ki ga je ustanovil kralj Mindon
- Most U Bein – 1,2 km dolg lesen most za pešce (najdaljši most iz tikovine na svetu), ki ga je zgradil župan U Bein iz zavrženih tikovih stebrov stare palače med selitvijo v Mandalaj
- pagoda Kjautaudži – stupa, ki jo je zgradil kralj Pagan leta 1847 nekoliko dlje od mostu U Bein
- palača Amarapura - razvaline so grobnice kralja Bodopaje in kralja Badžida ter del starega jarka
- Maha Gandhajon Čaung - velik sodoben samostanski kompleks s stotinami menihov in novicev, dobro znan po vsej državi
- Kitajski tempelj - zgrajen 1838 med vladanjem kralja Taravadija
- Univerza Jadanabon - glavna univerza svobodne umetnosti za študente iz predmestja Mandalaja

## Znani prebivalci mesta
- Mindon Min (1808–1878), kralj Burme

## Slike
- Menihi prečkajo most U Bein ob sončnem zahodu
- Most U Bein čez jezero Taungtaman
- Stara mestna vrata
- Detajl mostu U Bein
- Most U Bein
- Jezero Taungtaman